# Dótaku

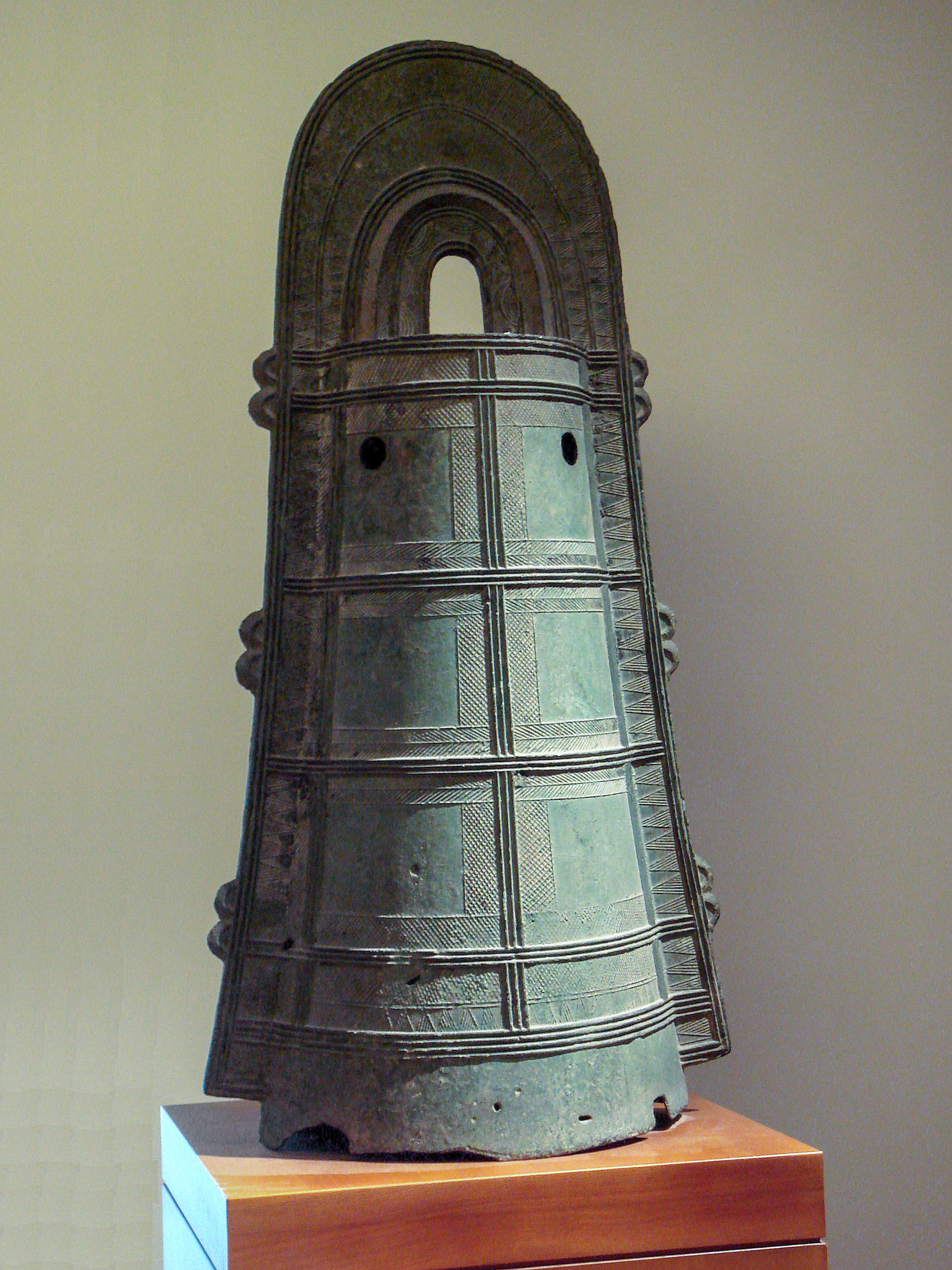
Dótaku z konce období Jajoi (3. století)

Dótaku (japonsky: 銅鐸) jsou japonské zvony vyráběné z poměrně tenkého bronzu a bohatě zdobené. Nejstarší nalezené dótaku pocházejí z 2. nebo 3. století, což odpovídá konci období Jajoi. Byly zřejmě používány jako symboly moci a při náboženských rituálech. Jejich velikost je různá, nejstarší dosahují většinou výšek jen 25 až 35 cm, zatímco novější až 1 m. Byly bohatě zdobeny přírodními a zvířecími vzory (např. vážkami, kudlankami a pavouky). Odborníci se domnívají, že dótaku byly používány při modlitbách za dobrou úrodu. Zvířata na nich vyobrazená jsou totiž přirozenými nepřáteli hmyzích škůdců napadajících rýžová pole.
Nálezy bronzových předmětů z daného období jsou soustředěny do dvou oblastí, do oblasti Kjúšú a jižního Honšú a do oblasti Kansai. Dótaku tvoří převládající typ bronzových nálezů právě v Kansai. Na rozdíl od Kjúšú, kde se nevyskytují vůbec a kde jsou nacházeny hlavně zbraně a kultovní zrcadla.